# 森のリトル・ギャング
『森のリトル・ギャング』（もりのリトルギャング、原題: Over The Hedge）は、ドリームワークス製作のアニメーション映画。原作はマイケル・フライ、T・ルイスのコミック『Over the Hedge』。

## 概要
2006年5月19日にパラマウント・ピクチャーズの配給で上映される。
公開後初めての週末には4,093劇場で上映され、38,457,003ドルの収益が出た。2010年8月5日現在、世界で336,002,996ドルの興行収入が出ている。

### 日本語版
日本では2006年8月5日に松竹東急系で公開された。アスミック・エース エンタテインメントが配給。役所広司、武田鉄矢などが吹き替えを担当している。日本版イメージソングにはBoAの「KEY OF HEART」が採用された。
2006年7月5日、ユニバーサル・スタジオ・ジャパンにてプレミア試写会が開催。吹き替えを担当した友近や博多華丸がゲストとして登場。またその模様を撮影した特別番組が映画の公開前に放送された。

## ストーリー
動物たちが冬眠から目を覚ますと、森は「エル・ランチョ・キャメロット」という住宅地に開発されていた。食料の確保に困っているところに、アライグマのRJがやってきて、人間から食料を奪うことを提案する。カメのヴァーンは危険を感じて生垣の向こうへ行くことに反対するが、RJは他の動物たちをひきつれて垣根を越えてしまう。

## キャスト
| キャラクター         | 動物           | 俳優                         | 日本語吹替                 |
| -------------------- | -------------- | ---------------------------- | -------------------------- |
| RJ                   | アライグマ     | ブルース・ウィリス           | 役所広司                   |
| ヴァーン             | ハコガメ       | ギャリー・シャンドリング     | 武田鉄矢                   |
| ハミー               | リス           | スティーヴ・カレル           | 石原良純                   |
| ステラ               | スカンク       | ワンダ・サイクス             | 友近                       |
| オジー               | オポッサム     | ウィリアム・シャトナー       | 塚田正昭                   |
| ヘザー               | オポッサム     | アヴリル・ラヴィーン         | BoA                        |
| ペニー               | ヤマアラシ     | キャサリン・オハラ           | 佐藤しのぶ                 |
| ルー                 | ヤマアラシ     | ユージン・レヴィ             | 星野充昭                   |
| ヴィンセント         | アメリカグマ   | ニック・ノルティ             | 木村雅史                   |
| グラディス・シャープ | ヒト           | アリソン・ジャネイ           | 夏木マリ                   |
| ドウェイン           | ヒト           | トーマス・ヘイデン・チャーチ | カンニング竹山             |
| タイガー             | ヒマラヤン     | オミッド・ジャリリ           | 辻親八                     |
| バッキー             | ヤマアラシ     | サミー・カークパトリック     | 神代知衣                   |
| クィーロ             | ヤマアラシ     | マディソン・ダヴェンポート   | 大前茜                     |
| スパイク             | ヤマアラシ     | シェイン・バウメル           | 坂本千夏                   |
| ニュージェント       | ロットワイラー | ブライアン・ステパニック     | ミック                     |
| ティミー             | ヒト           | ケジョン・ケース             | 仲條友彪                   |
| 警察官               | ヒト           | シーン・ビショップ           | 博多華丸（博多華丸・大吉） |

- その他の日本語吹き替え：稲葉実、海鋒拓也、落合弘治、坂東尚樹、小桜エツコ、斎藤恵理、水野悠希、ジョン・ハガィ、ミック、斎藤志郎
- ヘザー役のアヴリル・ラヴィーンは、本作が声優初挑戦である。また、同役の日本語吹き替えを担当したBoAは、韓国語版でも吹き替えを務めた。

## 作中に登場するパロディ
- 害獣駆除業者のドウェインは、「ヴァーミネーター」（Verminator）と名乗っている。これは映画『ターミネーター』（Terminator）と害獣（Vermin）をかけたものである。
- ドウェインの使う武器に法律上テキサス州でしか使えない「デペルター・ターボ」がある。これはテキサス州における死刑のあり方を風刺したものである。
- オジーが死んだふりをするときに「バラのつぼみ」と呟く。これは『市民ケーン』からのセリフである。
- ステラがグラディスの家から逃げるシーンで、タイガーが「ステラ！ステラ！」と叫ぶ。これは『欲望という名の電車』からのセリフである。
- ヴィンセントが害獣駆除車に積まれるとき、拘束具が付けられる。これはハンニバル・レクターを模している。
- 日本語吹き替え版のヴァーンがRJに甲羅を返せというシーンで「それ、返しなさい、バカチンが！」と言う、これはヴァーン役の武田が主演している『3年B組金八先生』の台詞である。
- エンドクレジットの後に、グラント・ウッドの絵画「アメリカン・ゴシック」を模したショットが出る。クレジットの途中にも『スタートレックII カーンの逆襲』のパロディがある。

## スタッフ
- 監督：ティム・ジョンソン、キャリー・カークパトリック
- 企画プロデューサー：ボニー・アーノルド
- 製作総指揮：ビル・ダマスキ
- 共同製作総指揮：ジム・コックス
- 原作・クリエイティブコンサルタント：マイケル・フライ、T･ルイス
- 脚本：レン・ブルーム、ローネ・キャメロン、デイヴィッド・ホシルトン
- 編集：ジョン・K・カー
- 作画監督：デイヴィッド・バージェス、ジェイソン・ライシグ
- キャラクター・テクニック監督：ジェフリー・B・ライト
- サーフェシング監督：クルニー・ホルト
- 特効監督：クレイグ・リング
- 音楽：ハンス・ジマー、ルパート・グレッグソン＝ウィリアムズ
- テーマヴォーカル：ベン・フォールズ
- 音響監督：リチャード・L・アンダーソン（MPSE）、トーマス・ジョーンズ
- 音響ミキサー：ランディ・トム（スカイウォーカー）、ギャリー・Ａ・リッゾ
- サウンドトラック：EPICレコードジャパン、ソニー・ミュージックジャパンインターナショナル
- 美術監督：キャシー・アルティエリ
- 照明監督：マイケル・ネッキ
- CG監督：デイヴ・ウォルワード
- アソシエイトプロデューサー：エレン・コス
- キャスティング：レスリー・フェードマン（CSA）
- 制作担当：ブルース・セイフト

## 受賞
- 2006年アニー賞
  - 監督賞
  - キャラクター・デザイン賞
  - ストーリーボーディング賞

## DVD
日本では角川エンタテインメントから販売。短編CGアニメ「ハミーのどっきりブーメラン」（Hammy's Boomerang Adventure）収録。日本語吹き替えの一部で役者が異なっている。

## 参照
1. 1 2  “Over the Hedge (2006)” (英語). Box Office Mojo.  Amazon.com. 2010年8月5日閲覧。
2. ↑  2006年興行収入10億円以上番組 (PDF)  - 日本映画製作者連盟